# كيموني
كيموني (يُعتقد أنها مدينة زاخيكو القديمة) هو موقع أثري تم اكتشافه أثناء انخفاض منسوب المياه في خزان سد الموصل في محافظة نينوى، وهي جزء من إقليم كردستان العراق في عام 2013. تم تدمير مدينة العصر الميتاني بسبب زلزال حوالي عام 1350 قبل الميلاد.

## علم الآثار
تم التنقيب في الموقع لأول مرة من قبل علماء الآثار الألمان والأكراد في خريف عام 2018. تم إجراء الحفريات تحت إشراف إيفانا بوليز من جامعة توبنغن. تركز العمل على بقايا القصر. تم اكتشاف عشرة ألواح من العصر الميتاني. في عام 2021، أدى انخفاض مستويات المياه في الخزان بشكل كبير، بسبب الجفاف الشديد، إلى كشف الموقع مرة أخرى. وفي شهري يناير وفبراير 2022، أجرت منظمة آثار كردستان وجامعة توبنغن عمليات حفريات إنقاذ طارئة إضافية. بالإضافة إلى رسم خرائط لغالبية الموقع، تم العثور على حوالي 100 لوح مسماري. تعود هذه الألواح إلى أوائل العصر الآشوري الأوسط، مباشرة بعد تدمير المدينة بسبب زلزال. لقد غمرت المياه الموقع مرة أخرى.
كان الموقع يضم قصراً تم بناؤه على ضفاف نهر دجلة في أيام حكم إمبراطورية ميتاني لآشور . تم الحفاظ على بقايا القصر حتى ارتفاع حوالي سبعة أمتار. وبحسب الدكتورة إيفانا بوليز، فإن مرحلتي الاستخدام ملحوظة بوضوح، مما يشير إلى أن المبنى كان قيد الاستخدام لفترة طويلة جدًا. اكتشف علماء الآثار عدة غرف داخل القصر، واستعرضوا جزئيا ثمانية منها. كما عثروا على قطع طوب كبيرة محروقة كانت تستخدم كبلاطات للأرضيات في بعض الأماكن. عشرة ألواح طينية مكتوبة بالخط المسماري تعود لشعب ميتاني وقد ترجمتها بيتينا فايست من جامعة هايدلبرغ. وفقًا لأحد الألواح، ربما كانت كيمونيهي مدينة زاخيكو القديمة. كما تم العثور في بعض الغرف على لوحات جدارية محفوظة بشكل جيد، حيث يصل سمكها إلى مترين وارتفاعها إلى أكثر من مترين.

## روابط خارجية
- بيان أصلي لجامعة توبنغن حول أعمال التنقيب في عام 2022 (بالألمانية)